# Német férfi jégkorong-válogatott
A német férfi jégkorong-válogatott Németország nemzeti csapata, amelyet a Német Jégkorongszövetség (németül: Deutscher Eishockey-Bund) irányít. Első mérkőzését 1910-ben játszotta, első nemzetközi tornája az 1910-es jégkorong-Európa-bajnokság volt. Világbajnokságon először 1928-ban szerepelt, ebben az évben az olimpiai torna számított világbajnokságnak is. A második világháború után Kelet-Németországnak saját válogatottja volt, mely 1990-ig létezett.

## Története

### Nyugat-Németország
1956 és 1964 között az olimpiákon a németek közös csapatot indítottak Egyesült Német Csapat néven. A nyugatnémet válogatott legnagyobb sikere az 1976-os olimpiai bronzérem volt. A válogatott szerepelt az 1984-es Kanada-kupán.

### Németország
Németország újraegyesítése után a német válogatott szinte kizárólag a főcsoportban szerepelt, csupán három évet töltött a B csoportban, illetve a Divízió I-ben. Legnagyobb világbajnoki sikerük a 2010-ben elért 4. hely. Még egyetlen világversenyt sem nyertek meg, 2018-ban azonban ezüstérmet szereztek az olimpián, mely a modern német válogatott eddigi legjobb eredménye.

## Eredmények

### Európa-bajnokság
- 1910 –  Ezüst
- 1911 –  Ezüst
- 1912 –  Ezüst
- 1913 –  Bronz
- 1914 –  Ezüst
- 1915–1920 – az első világháború miatt nem került megrendezésre
- 1921 – nem vett részt
- 1922 – nem vett részt
- 1923 – nem vett részt
- 1924 – nem vett részt
- 1925 – nem vett részt
- 1926 – nem vett részt
- 1927 –  Bronz
- 1929 – 8. hely
- 1932 – 4. hely

### Világbajnokság
1920 és 1968 között a téli olimpia minősült az az évi világbajnokságnak is. Ezek az eredmények kétszer szerepelnek a listában.
- 1920–1924 – nem vett részt
- 1928 – 9. hely
- 1930 –  Ezüstérem
- 1931 – nem vett részt
- 1932 –  Bronzérem
- 1933 – 5. hely
- 1934 –  Bronzérem
- 1935 – 9. hely
- 1936 – 5. hely
- 1937 – 4. hely
- 1938 – 4. hely
- 1939 – 5. hely
- 1947–1951 – nem vett részt
- 1952 – 8. hely
- 1953 –  Ezüstérem
- 1954 – 5. hely
- 1955 – 6. hely
- 1956 – 6. hely (Egyesült Német Csapat)
- 1957 – nem vett részt
- 1958 – nem vett részt
- 1959 – 7. hely
- 1960 – 6. hely (Egyesült Német Csapat)
- 1961 – 8. hely
- 1962 – 6. hely
- 1963 – 7. hely
- 1964 – 7. hely (Egyesült Német Csapat)
- 1965 – 11. hely (B csop., 3. hely)
- 1966 – 9. hely (B csop., 1. hely)
- 1967 – 8. hely
- 1968 – 7. hely
- 1969 – 10. hely (B csop., 4. hely)
- 1970 – 8. hely (B csop., 2. hely)
- 1971 – 5. hely
- 1972 – 5. hely
- 1973 – 6. hely
- 1974 – 9. hely (B csop., 3. hely)
- 1975 – 8. hely (B csop., 2. hely)
- 1976 – 6. hely
- 1977 – 7. hely
- 1978 – 5. hely
- 1979 – 6. hely
- 1981 – 7. hely
- 1982 – 6. hely
- 1983 – 5. hely
- 1985 – 7. hely
- 1986 – 7. hely
- 1987 – 6. hely
- 1989 – 7. hely
- 1990 – 7. hely
- 1991 – 8. hely
- 1992 – 6. hely
- 1993 – 5. hely
- 1994 – 9. hely
- 1995 – 9. hely
- 1996 – 8. hely
- 1997 – 11. hely
- 1998 – 11. hely
- 1999 – 20. hely (B csop., 4. hely)
- 2000 – 17. hely (B csop., 1. hely)
- 2001 – 8. hely
- 2002 – 8. hely
- 2003 – 7. hely
- 2004 – 9. hely
- 2005 – 15. hely
- 2006 – 17. hely (Divízió I A., 1. hely)
- 2007 – 9. hely
- 2008 – 10. hely
- 2009 – 15. hely
- 2010 – 4. hely
- 2011 – 7. hely
- 2012 – 12. hely
- 2013 – 9. hely
- 2014 – 14. hely
- 2015 – 10. hely
- 2016 – 7. hely
- 2017 – 8. hely
- 2018 – 11. hely
- 2019 – 6. hely
- 2021 – 4. hely

### Olimpiai játékok
- 1928 – 9. hely
- 1932 –  Bronz
- 1936 – 5. hely
- 1948 – nem indult
- 1952 – 8. hely
- 1956 – 6. hely (Egyesült Német Csapat)
- 1960 – 6. hely (Egyesült Német Csapat)
- 1964 – 7. hely (Egyesült Német Csapat)
- 1968 – 7. hely
- 1972 – 7. hely
- 1976 –  Bronz
- 1980 – 10. hely
- 1984 – 5. hely
- 1988 – 5. hely
- 1992 – 6. hely
- 1994 – 7. hely
- 1998 – 9. hely
- 2002 – 8. hely
- 2006 – 10. hely
- 2010 – 11. hely
- 2014 – nem jutott ki
- 2018 –  Ezüst
- 2022 – 10. hely

### Kanada-kupa/Világkupa
- 1984 – 6. hely

- 1996 – kiesett a negyeddöntőben
- 2004 – kiesett a negyeddöntőben